# Municipio de Brunswick (Minnesota)
El municipio de Brunswick (en inglés: Brunswick Township) es un municipio ubicado en el condado de Kanabec en el estado estadounidense de Minnesota. En el año 2010 tenía una población de 1333 habitantes y una densidad poblacional de 14,52 personas por km².

## Geografía
El municipio de Brunswick se encuentra ubicado en las coordenadas 45°45′43″N 93°19′25″O / 45.76194, -93.32361. Según la Oficina del Censo de los Estados Unidos, el municipio tiene una superficie total de 91.8 km², de la cual 89,67 km² corresponden a tierra firme y (2,33 %) 2,14 km² es agua.

## Demografía
Según el censo de 2010, había 1333 personas residiendo en el municipio de Brunswick. La densidad de población era de 14,52 hab./km². De los 1333 habitantes, el municipio de Brunswick estaba compuesto por el 97,22 % blancos, el 0,08 % eran afroamericanos, el 0,23 % eran amerindios, el 0,53 % eran asiáticos, el 0,15 % eran de otras razas y el 1,8 % eran de una mezcla de razas. Del total de la población el 0,83 % eran hispanos o latinos de cualquier raza.